# Кремс II
Кремс II (нім. Krems II) — громада в Німеччині, розташована в землі Шлезвіг-Гольштейн. Входить до складу району Зегеберг. Складова частина об'єднання громад Трафе-Ланд.  Римська цифра II у назві використовується для розрізняння з однойменною колишньою громадою того ж району (Кремс I), територія якої згодом увійшла до складу громади Лецен.
Площа — 11,23 км2. Населення становить 389 ос. (станом на 31 грудня 2020).